# Municipio de Holland (Kansas)
El municipio de Holland (en inglés: Holland Township) es un municipio ubicado en el condado de Dickinson en el estado estadounidense de Kansas. En el año 2010 tenía una población de 118 habitantes y una densidad poblacional de 1,26 personas por km².

## Geografía
El municipio de Holland se encuentra ubicado en las coordenadas 38°38′54″N 97°19′20″O / 38.64833, -97.32222. Según la Oficina del Censo de los Estados Unidos, el municipio tiene una superficie total de 93.71 km², de la cual 93,44 km² corresponden a tierra firme y (0,29 %) 0,27 km² es agua.

## Demografía
Según el censo de 2010, había 118 personas residiendo en el municipio de Holland. La densidad de población era de 1,26 hab./km². De los 118 habitantes, el municipio de Holland estaba compuesto por el 100 % blancos. Del total de la población el 0 % eran hispanos o latinos de cualquier raza.